# Devanangurichi
Devanangurichi là một thị trấn thống kê (census town) của quận Namakkal thuộc bang Tamil Nadu, Ấn Độ.

## Nhân khẩu
Theo điều tra dân số năm 2001 của Ấn Độ, Devanangurichi có dân số 6817 người. Phái nam chiếm 51% tổng số dân và phái nữ chiếm 49%. Devanangurichi có tỷ lệ 61% biết đọc biết viết, cao hơn tỷ lệ trung bình toàn quốc là 59,5%: tỷ lệ cho phái nam là 71%, và tỷ lệ cho phái nữ là 51%. Tại Devanangurichi, 11% dân số nhỏ hơn 6 tuổi.